# Manfred Corrine
Manfred Corrine (* 15. Oktober 1963 in Wien) ist ein österreichischer Regisseur und Drehbuchautor.

## Leben
Corrine studierte von 1984 bis 1989 Theaterwissenschaft an der Universität Wien und wurde 1992 freiberuflicher Regisseur und Drehbuchautor. 1998 gründete er den mrc-Film. Seither ist er oft bei der Produktion von ORF: Universumfilmen oder Eigenproduktionen beteiligt.

## Filmografie (Auswahl)
- Sarahs kurzes Leben
- Leben mit der Natur
- Es lebe der Zentralfriedhof
- Der Silberberg
- Maximilian – Der Brautzug zur Macht